# Остров Шалаурова
Остров Шалау́рова — остров в Восточно-Сибирском море в пределах Чаунского района Чукотского автономного округа. Расположен у левого входного мыса Кибера в губу Нольде в 100 км от Певека. Ширина острова составляет 0,8 км.

## Исторические сведения
Чукотское название — Айнауткон («место призыва, созыва»). Это связано с тем, что в древности остров являлся местом созыва совещаний, сбора во время межплеменных войн, проведения праздников. Согласно словарю Г. А. Менщикова, чукотское название — Эчьунӈин, буквально «жироедный», происходит от эчьунӈин «есть жир».
Остров был открыт и назван Ф. П. Врангелем в 1823 году по имени устюжского купца и исследователя северной Сибири Никиты Шалаурова, помощника Афанасия Бахова в его полярных экспедициях.

## Орнитофауна
Остров населён моёвкой, толстоклювой кайрой (появившейся здесь в конце 1970-х гг.), а также единичными парами берингова баклана, серебристой чайки и чистика.

## Радиационная авария

Аварийный РИТЭГ на о. Шалаурова

На острове Шалаурова для энергоснабжения навигационного маяка был установлен радиоизотопный термоэлектрический генератор (РИТЭГ), на котором в 2003 году было зафиксировано превышение допустимого предела доз в 30 раз. РИТЭГ при этом находился в бесхозном, заброшенном состоянии.
К 2012 году неисправный генератор был вывезен на утилизацию.